# Cyperus linearispiculatus
Cyperus linearispiculatus är en halvgräsart som beskrevs av T.L.Dai. Cyperus linearispiculatus ingår i släktet papyrusar, och familjen halvgräs. Inga underarter finns listade i Catalogue of Life.